# Anopheles longirostris
Anopheles longirostris är en tvåvingeart som beskrevs av Steffen Lambert Brug 1928. Anopheles longirostris ingår i släktet Anopheles och familjen stickmyggor. Inga underarter finns listade i Catalogue of Life.